# Petrești (Ungheni)
Petrești is een gemeente in het arrondissement Ungheni in Moldavië. De gemeente omvat drie dorpen: Petrești, Petrești Station and Medeleni. Bij de volkstelling van 2014 had de gemeente 4.003 inwoners. Bij de telling van 2004 waren er 4.390 inwoners.